# Прямокутний тетраедр

Прямокутний тетраедр може бути побудований з координат октанту і площини, що перетинає всі 3 осі від початку координат, як:
де, і — коордитати точок перетину з осями, та.

Прямокутний тетраедр — це чотиригранник у якого всі ребра, прилеглі до однієї з вершин, перпендикулярні між собою.
У прямокутному тетраедрі завжди три прилеглі грані будуть прямокутними трикутниками, а остання грань буде довільним трикутником і називається базою.

## Формули
У прямокутного тетраедра з перпендикулярними гранями {\displaystyle a,b,c} та вершиною в точці перетину перпендикулярних ребер (прямокутний тригранний кут):
- {\displaystyle V={\frac {1}{6}}abc} (об'єм тетраедра);
- {\displaystyle S={\frac {1}{2}}{\sqrt {a^{2}b^{2}+b^{2}c^{2}+a^{2}c^{2}}}} (площа основи тетраедра); Носить назву теореми де Гуа.
- {\displaystyle h={\frac {abc}{2S}};} {\displaystyle {\frac {1}{h^{2}}}={\frac {1}{a^{2}}}+{\frac {1}{b^{2}}}+{\frac {1}{c^{2}}}} (висота тетраедра, проведена з вершини прямокутного тригранного кута на основу, де {\displaystyle S} — це площа основи тетраедра);
- {\displaystyle R={\frac {1}{2}}{\sqrt {a^{2}+b^{2}+c^{2}}}} (радіус сфери описаної навколо тетраедра);
- {\displaystyle r={\frac {ab+bc+ac-{\sqrt {a^{2}b^{2}+b^{2}c^{2}+c^{2}a^{2}}}}{2(a+b+c)}}} (радіус сфери, вписаної в тетраедр);
- {\displaystyle m={\frac {2}{3}}R;} {\displaystyle ~m={\frac {1}{3}}{\sqrt {a^{2}+b^{2}+c^{2}}}} (медіана, проведена з вершини прямокутного тригранного кута, де R це — радіус сфери описаної навколо тетраедра);

## Теорема де Гуа
Нехай площа основи {\displaystyle T_{0}} і площи прямокутних граней відповідно {\displaystyle T_{1}}, {\displaystyle T_{2}} і {\displaystyle T_{3}}, тоді
{\displaystyle T_{0}^{2}=T_{1}^{2}+T_{2}^{2}+T_{3}^{2}.}
Це є узагальненням теореми Піфагора на випадок тетраедра.